# GSZ Apólon Zmírnisz
Az GSZ Apóllon Szmírnisz (görögül: Γυμναστικός Σύλλογος Απόλλων Σμύρνης, magyar átírásban: Gimnasztikósz Szíllogosz Apóllon Szmírnisz) egy görög labdarúgócsapat melynek székhelye Athénban található.
Hazai mérkőzéseiket a 14 856 fő befogadására alkalmas Jórgosz Kamárasz Stadionban játsszák.

## Történelem
A klubot 1891-ben alapították, ezáltal az egyik legidősebb csapatnak számít Görögországban. Leginkább alacsonyabb osztályokban szerepeltek, ahol több alkalommal voltak bajnokok. A másodosztály négy (1970, 1973, 1975, 2013), a harmad és a negyedosztály egy-egy (2012 illetve 2010) alkalommal nyerték meg. E mellett négy athéni regionális bajnoki címmel is rendelkeznek (1924, 1938, 1948, 1958).
A 2012–2013-as szezon végén megnyerték a másodosztályt és feljutottak az első osztályba.

## Sikerei
Görög másodosztály
1. hely (4): 1970, 1973, 1975, 2013
Görög harmadosztály
1. hely (1): 2012
Görög negyedosztály
1. hely (1): 2010
Athéni regionális bajnoki címek
1. hely (4): 1924, 1938, 1948, 1958

### Európai kupákban való szereplés
| Szezon  | Sorozat   | Forduló    | Klub               | Hazai | Idegenbeli |
| ------- | --------- | ---------- | ------------------ | ----- | ---------- |
| 1995–96 | UEFA-kupa | 1. forduló | Olimpija Ljubljana | 1–0   | 1–3        |

## Keret
| #  |     | Poszt | Név                       |
| -- | --- | ----- | ------------------------- |
| 1  | BRA | K     | Felipe Gomes              |
| 2  | GRE | V     | Jeórjiosz Hadzizíszisz    |
| 4  | GRE | KP    | Aléxandrosz Cemberídisz   |
| 5  | GRE | V     | Jeórjiosz Delizísisz      |
| 6  | GRE | V     | Pétrosz Kanakúdisz        |
| 7  | GRE | KP    | Panajótisz Kórbosz        |
| 8  | GRE | KP    | Athanásziosz Pandeliádisz |
| 9  | GRE | CS    | Andónisz Petrópulosz      |
| 10 | GRE | CS    | Ilíasz Cilingírisz        |
| 11 | GRE | KP    | Dimítriosz Diamándisz     |
| 12 | GRE | KP    | Efsztrátiosz Béndasz      |
| 13 | ARG | KP    | Leandro Alvarez           |
| 14 | GRE | KP    | Hrísztosz Míngasz         |
| 15 | BRA | KP    | Hegon                     |

| #  |     | Poszt | Név                     |
| -- | --- | ----- | ----------------------- |
| 16 | GRE | V     | Jánnisz Sigálasz        |
| 18 | BRA | CS    | Paolo Farinola          |
| 19 | CIV | KP    | Did'dy Guela            |
| 20 | GRE | K     | Jeórjiosz Gumajász      |
| 21 | GRE | KP    | Jórgosz Bárkoglu        |
| 22 | GRE | K     | Athanásziosz Athanaszíu |
| 23 | GRE | V     | Leonídasz Argirópulosz  |
| 24 | GRE | CS    | Tászosz Cokánisz        |
| 25 | SLE | KP    | John Kamara             |
| 30 | GRE | K     | Aléxandrosz Dzórvasz    |
| 32 | ANG | V     | Francisco Zuela         |
| 33 | GRE | V     | Grigórisz Papazaharíasz |
| 55 | GRE | V     | Ángelosz Vérdzosz       |
| 88 | CZE | KP    | Jan Blažek              |

## Külső hivatkozások
- Hivatalos honlap (görögül)
- Adatlapja az uefa.com-on (angolul)
- Legutóbbi eredményei a soccerway.com-on (angolul)